# Équations de Faddeev
Les équations de Faddeev, nommées d'après leur inventeur Ludvig Faddeev, sont des équations qui décrivent à la fois tous les échanges / interactions possibles dans un système de trois particules dans une formulation mécanique entièrement quantique. Ils peuvent être résolus itérativement.

## Explications
En général, les équations de Faddeev ont besoin d'un potentiel qui décrit l'interaction entre deux particules individuelles. Il est également possible d'introduire un terme dans l'équation afin de prendre en compte également les forces à trois corps.
Les équations de Faddeev sont les formulations non perturbatives les plus fréquemment utilisées du problème à trois corps quantique-mécanique. Contrairement au problème de trois corps dans la mécanique classique, le problème du corps quantique trois est uniformément soluble.
En physique nucléaire, l'interaction nucléon-nucléon de l'énergie nucléaire a été étudiée en analysant (n, 2n) et (p, 2p) des réactions sur des cibles de deutérium, en utilisant les équations de Faddeev. L'interaction nucléon-nucléon est élargie (approximée) en tant que série de potentiels séparables. L'interaction Coulomb entre deux protons est un problème particulier, en ce sens que son expansion dans les potentiels séparables ne converge pas, mais cela se fait en combinant les solutions Faddeev aux solutions coulomb à longue portée, au lieu des ondes planes.
Les potentiels séparables sont des interactions qui ne conservent pas l'emplacement d'une particule. Les potentiels locaux ordinaires peuvent être exprimés sous forme de potentiels séparables. L'interaction physique nucleon-nucléon, qui implique l'échange de mésons, ne devrait pas être locale ou séparable